# Лелли, Джованни Антонио
Джованни Антонио Лелли (итал. Giovanni Antonio Lelli; 1591 — 3 августа 1640) — итальянский живописец академического направления. Он был учеником Чиголи. Работал в Риме. В церкви Сан-Маттео-ин-Мерулана в Риме (ныне снесённой) он написал алтарную картину «Благовещение Марии». Лелли также написал фреску плафона (ныне утерянную) для церкви Санта-Лючия в Селчи.